# Daemonorops kunstleri
Daemonorops kunstleri är en enhjärtbladig växtart som beskrevs av Odoardo Beccari. Daemonorops kunstleri ingår i släktet Daemonorops och familjen Arecaceae. Inga underarter finns listade i Catalogue of Life.